# San Luca
San Luca é uma comuna italiana da região da Calábria, província de Reggio Calabria, com cerca de 4.106 habitantes. Estende-se por uma área de 104 km², tendo uma densidade populacional de 39 hab/km². Faz fronteira com Benestare, Bovalino, Careri, Casignana, Cosoleto, Delianuova, Samo, Sant'Agata del Bianco, Santa Cristina d'Aspromonte, Scido.

## Demografia
| Variação demográfica do município entre 1861 e 2011                               |
|                                                                                   |
| Fonte: Istituto Nazionale di Statistica (ISTAT) - Elaboração gráfica da Wikipedia |